# Журавский, Алексей Феоктистович
Алексей Феоктистович Журавский — российский инженер, преподаватель Московской горной академии. Один из пионеров научной организации труда в России, создатель собственной концепции НОТ.

## Биография
Родился в Нижней Салде в семье потомственного мастерового Hижнесалдинского завода.
Окончил Hижнетагильское горнозаводское училище (ныне — Нижнетагильский горно-металлургический колледж имени Е. А. и М. Е. Черепановых) по специальности техник. Внесён в портретную галерею «Лучшие выпускники колледжа».
Более 10 лет работал калибровщиком в рельсопрокатке в Нижней Салде. В 1910—1911 годах по заказу профессора В. Е. Грум-Гржимайло бывшие воспитанники Нижнетагильского горнозаводского училища, калибровщики А. Ф. Журавский и С. Е. Рыбаков, при помощи механика И. М. Смирнова в Нижней Салде изготовили действующую модель прокатного стана Нижнесалдинского завода. Модель — в пять раз меньше, чем оригинал — была доставлена в Петербург и использовалась как пособие для изучения студентами прокатного производства.
Покинул Нижнюю Салду, получил высшее образование и квалификацию инженера, однако где он учился — неизвестно. С начала 20-х годов — в Москве, работает инженером на заводе «Серп и Молот», принимает активное участие в деятельности Московского Совета ЦИТ (Центральный институт труда). Кроме того, преподаёт в Московской горной академии, с 1925 года читает там курс «Научная организация труда». После разделения МГА на шесть самостоятельных вузов в 1930 г. преподавал в Московском механическом институте им. М. В. Ломоносова и сотрудничал с Институтом заочного повышения квалификации инженерно-технических работников.
В 1920-х — начале 1930-х годах очень активно издаётся, пишет огромное количество научно-популярных книг по металлургии, инженерному делу и охране труда.
Наряду с этим серьёзно работает над разработкой собственной концепции научной организации труда. В конце 20-х создаёт свои основные труды в этой области: «Научная организация труда» (1926), «На путях к рационализации производства» (1927), «Курс технико-экономической организации предприятий» (1930). А. Ф. Журавского можно отнести к социально-экономическому направлению НОТ 1920-х годов. В круг интересов входили вопросы организации, нормирования и стимулирования труда, профотбора и культуры труда, экономии ресурсов. Труд понимался Журавским как целесообразные усилия людей, направленные на создание предметов или меновых стоимостей. Организация труда — это рациональное условие совместной, коллективной деятельности. Её цель состоит в распределении работников таким образом, чтобы усилия одного были согласованы с усилиями всех.
Концепция научной организации труда А. Ф. Журавского сегодня рассматривается во множестве учебных пособий по менеджменту и социологии управления (Кравченко А. И., Тюрина И. О. Социология управления: фундаментальный курс: Учебное пособие для студентов высших учебных заведений. — 2-е изд., испр. и доп. — М.: Академический Проект, 2005; Репина Е. А., Анопченко Т.Ю, Володин Р. С., Менеджмент. Учебное пособие [Текст, таблицы] / Южный федеральный университет. — Ростов н/Д.: Изд-во АкадемЛит, 2015; Научная организация труда двадцатых годов. Сборник материалов и документов. Казань, 1965 и др.).
Последние публикации А. Ф. Журавского датируются 1932 годом. По неподтверждённым данным А. Ф. Журавский в начале 30-х годов работал начальником пархоза в г. Выкса Нижегородской области, был арестован. Дальнейшая его судьба — неизвестна.

## Избранные труды

### Научные труды
- Журавский А. Ф. Научная организация труда / А. Ф. Журавский, преп. Моск. горной акад. — М. ; Л. : Гос. изд., 1926.
- Гессе Г. Ю. Технология металлов : Чугун, железо, сталь и их свойства : Обработка изделий инструментами : Кузнечное дело : Чугуннолитейное дело : С 638 черт. в отд. атласе / Гессе, Г.Ю., инж.; Перераб. изд. под ред., с исправлениями и дополнениями проф. А. В. Панкина и инж. А. Ф. Журавского. — Москва : Гос. техн. изд-во, 1927
- Журавский А. Ф. На путях к рационализации производства / Под ред. проф. В. А. Панкина. — Москва ; Ленинград : Молодая гвардия, 1927
- Журавский А. Ф. Брак в металлопромышленности / А. Ф. Журавский, преп. Моск. горной акад. — М. ; Л. : Центр. упр. печати ВСНХ СССР, 1926.
- Журавский А. Ф. Курс технико-экономической организации предприятий / А. Ф. Журавский, препод. Моск. горной акад. — Москва ; Ленинград : Гос. изд-во, 1930
- Гессе Г. Ю. Технология металлов : Чугун, железо, сталь и их свойства : Обработка изделий инструментами : Кузнечное дело : Чугуннолитейное дело : С 639 черт. в отд. атласе / Гессе, Г.Ю., инж.; Перераб. изд. под ред., с исправлениями и доп. проф. А. В. Панкина и инж. А. Ф. Журавского. — Москва : Гос. техн. изд-во, 1930
- Журавский А. Ф., Ефимов В. В. Курс техники безопасности с основами физиологии труда и профессиональной гигиены… / А. Ф. Журавский, препод. Моск. горной акад., В. В. Ефимов, доцент Ленингр. ун-та. — Москва ; Ленинград : Гос. изд-во, 1930
- Московский механический институт им. М. В. Ломоносова. Школа нагревальщика металла : Лекция 1- / Преподаёт А. Ф. Журавский; Огиз. Гос. нау.-техн. изд-во. Заоч. подготовка кадров. — Москва : [Огиз] [Гос. науч.-техн. изд-во], [1931]
- Журавский А. Ф., Мецатуньян А. А. Гигиена и безопасность труда в предприятиях чёрной металлургии / А. Ф. Журавский, А. А. Мецатуньян; Центр. ин-т заоч. обуч. по труду и соц. страхованию НКТ СССР. и НКГ РСФСР. Массовое отд-ние по труду и соцстраху. — Москва ; Ленинград : Гос. соц.-экон. изд-во, 1932.
- Институт заочного повышения квалификации инженерно-технических работников. Техника безопасности : (С основами проф. санитарии и психофизиологии труда) / Доц. А. Ф. Журавский; Всесоюз. межсекционном бюро инж. и техн.-ВМБИТ-ВЦСПС — [Москва] : Б. и., [1932]
- Институт заочного повышения квалификации инженерно-технических работников. Техника безопасности : (С основами проф. санитарии и психофизиологии труда) / Доц. А. Ф. Журавский; … при Всесоюз. межсекционном бюро инж. и техн.-ВМБИТ-ВЦСПС … — [Москва] : ИЗПК-ВСНИТО, [1932]

### Научно-популярные издания
- Журавский А. Ф. История добывания железа : (Конспект попул. лекции) / Инж. А. Ф. Журавский. — М. : Металлист, 1924.
- Журавский А. Ф. Рассказы старого прокатчика Мартыныча / Инж. А. Ф. Журавский, преп. Моск. горной акад. — М. : Вопр. труда, 1926.
- Журавский А. Ф. Борьба со взрывами и отравлением газом на металлургических заводах / Инж. Журавский преп. Моск. горной акад. — [Москва] : Вопросы труда, 1927
- Журавский А. Ф. Получение и горячая обработка чугуна, железа и стали : Металлургия, прокатка, ковка и литейное дело : С 144 рис. и чертёж / инж. А. Журавский; С Метод. запиской пред. Методкоми[c]сии О.Р.О. Главпрофобра Г. Н. Роганова. — Москва ; Ленинград : Молодая гвардия, 1928
- Журавский А. Ф. Сердце фабрики / А. Ф. Журавский. — Москва ; Ленинград : Гос. изд-во, 1928
- Журавский А. Ф. Домна и мартен : (Борьба с несчастными случаями) / Инж. А. Ф. Журавский препод. Моск. горной акад. — Москва : Вопросы труда, 1928
- Журавский А. Ф. Начинающий литейщик-формовщик : С 94 рис. в тексте.. / инж. А. Ф. Журавский. — Москва ; Ленинград : Молодая гвардия, 1929
- Журавский А. Ф. Начинающий литейщик-вагранщик : С 31 рис. в тексте.. / А. Ф. Журавский. — Москва ; Ленинград : Молодая гвардия, 1929
- Журавский А. Ф. Начинающий прокатчик-вальцовщик : С 59 рис. в тексте.. / А. Ф. Журавский. — Москва ; Ленинград : Молодая гвардия, 1929
- Журавский А. Ф. Инструментарий / А. Журавский. — Москва : акц. изд. о-во «Огонёк», 1929
- Журавский А. Ф. Чёрные металлы / А. Журавский. — Москва : акц. о-во «Огонёк», 1929
- Журавский А. Ф. Рассказы старого прокатчика Мартыныча / инж. А. Ф. Журавский. — 2-е изд., доп. — Москва : Вопросы труда, 1929
- Журавский А. Ф. Литейщик, берегись расплавленного металла / Инж. А. Ф. Журавский. — [Москва] : Вопросы труда, 1929
- Журавский А. Ф. Плавка в вагранке : С 26 рис. в тексте / Журавский, А.Ф., инж. — Москва : Гос. техн. изд-во, 1929
- Журавский А. Ф. Плавка в вагранке : С 26 рис. и с 28 фиг. в тексте / Журавский, А.Ф., инж. — 2-е изд., испр. — Москва : Гос. техн. изд-во, [1930]
- Журавский А. Ф. Начинающий тракторист : С 52 рис. в тексте / А. Журавский. — Москва ; Ленинград : Молодая гвардия, 1930
- Журавский А. Ф. Начинающий нагревальщик : С 45 рис. в тексте. / А. Ф. Журавский. — Москва ; Ленинград : Молодая гвардия, 1930
- Журавский А. Ф. Начинающий тракторист : С 52 рис / А. Журавский. — 2-е изд., испр. и перераб. — Москва ; Ленинград : Молодая гвардия, 1930
- Журавский А. Ф. Металлургия / А. Журавский. — Москва : Огонёк, 1930
- Журавский А. Ф. Как бороться с браком в металлопромышленности / А. Журавский. — Москва : Госиздат РСФСР «Московский рабочий», 1930
- Журавский А. Ф. Начинающий мартеновщик. — Москва ; Ленинград : Молодая гвардия, 1930.
- Журавский А. Ф. Прокатка : (Прокатное дело) : С 48 рис. и 29 фиг. в тексте.. / Журавский А. Ф., инж. — Москва : Гос. техн. изд-во, [1930]
- Журавский А. Ф. Борьба с несчастными случаями у прокатных станов / А. Ф. Журавский. — [Москва] : Гострудиздат, 1930
- Журавский А. Ф. Горячая обработка металлов / А. Журавский. — Москва : акц. изд-во о-во «Огонёк», 1931
- Журавский А. Ф. Ershte yedyes far a traktorist : Mit 52 gemeln in tekst / A. Zhuravski ערשטע יעדיעס פאר א טראקטאריסט : מיט 52 געמעלן אין טעקסט / א. זשוראווסקי. — Moskve ; Kharkov ; Minsk : Tsentraler felker-farlag fun F.S.S.R., 1931.
- Журавский А. Ф. Начинающий калильщик-инструментальщик : С 39 рис. в тексте / А. Ф. Журавский. — Москва ; Ленинград : Огиз — Мол. гвардия, 1931
- Журавский А. Ф. Начинающий тракторист : С 52 рис / А. Журавский. — 2-е изд., испр. и перераб. — Москва ; Ленинград : Огиз — Мол. гвардия, 1931
- Журавский А. Ф. Домна и мартен : (Борьба с несчастными случаями) / Инж. А. Ф. Журавский. — 2-е изд., доп. — Москва ; Ленинград : Огиз — Гос. соц.-экон. изд-во, 1931
- Журавский А. Ф. Начинающий тракторист / А. Журавский. — 3-е изд. — [Москва] : Огиз — Мол. гвардия, 1931
- Журавский А. Ф. Повысим производительность трактора / А. Ф. Журавский. — Москва ; Ленинград : Огиз — Гос. соц.-экон. изд-во, 1931
- Журавский А. Ф. Техника безопасности в сельском хозяйстве / А. Ф. Журавский. — Москва ; Ленинград : Гос. изд-во с.-х. и колхоз.-кооп. лит-ры, 1931
- Журавский А. Ф. Усилим охрану труда в МТС, совхозах и колхозах, повысим производительность / А. Ф. Журавский. — [Москва] : Сельколхозгиз, 1932
- Журавский А. Ф. Как устроен и работает трактор : Конспект лекции к серии диапозитивов № 155 / Составил проф. Журавский. — [Москва] : Б. и., Б. г